# Dombasle-en-Argonne
Dombasle-en-Argonne ist eine französische Gemeinde mit 374 Einwohnern (Stand: 1. Januar 2022) im Département Meuse in der Region Grand Est (vor 2016: Lothringen). Die Gemeinde gehört zum Arrondissement Verdun und zum Kanton Clermont-en-Argonne.

## Geographie
Dombasle-en-Argonne liegt etwa 24 Kilometer westsüdwestlich von Verdun am Flüsschen Vadelaincourt, einem Zufluss der Cousances. Umgeben wird Dombasle-en-Argonne mit den Nachbargemeinden Béthelainville im Norden und Nordosten, Sivry-la-Perche im Osten, Jouy-en-Argonne im Osten und Südosten, Brocourt-en-Argonne im Süden, Brabant-en-Argonne im Südwesten sowie Récicourt im Westen und Nordwesten.

## Bevölkerungsentwicklung
| Jahr                       | 1962 | 1968 | 1975 | 1982 | 1990 | 1999 | 2006 | 2011 | 2019 |
| Einwohner                  | 401  | 407  | 424  | 403  | 395  | 398  | 403  | 428  | 397  |
| Quellen: Cassini und INSEE |      |      |      |      |      |      |      |      |      |

## Sehenswürdigkeiten
- Kirche Saint-Basle, 1776 erbaut, 1922 wieder errichtet
- französischer Soldatenfriedhof
- ehemaliges Lavoir (Waschhaus)

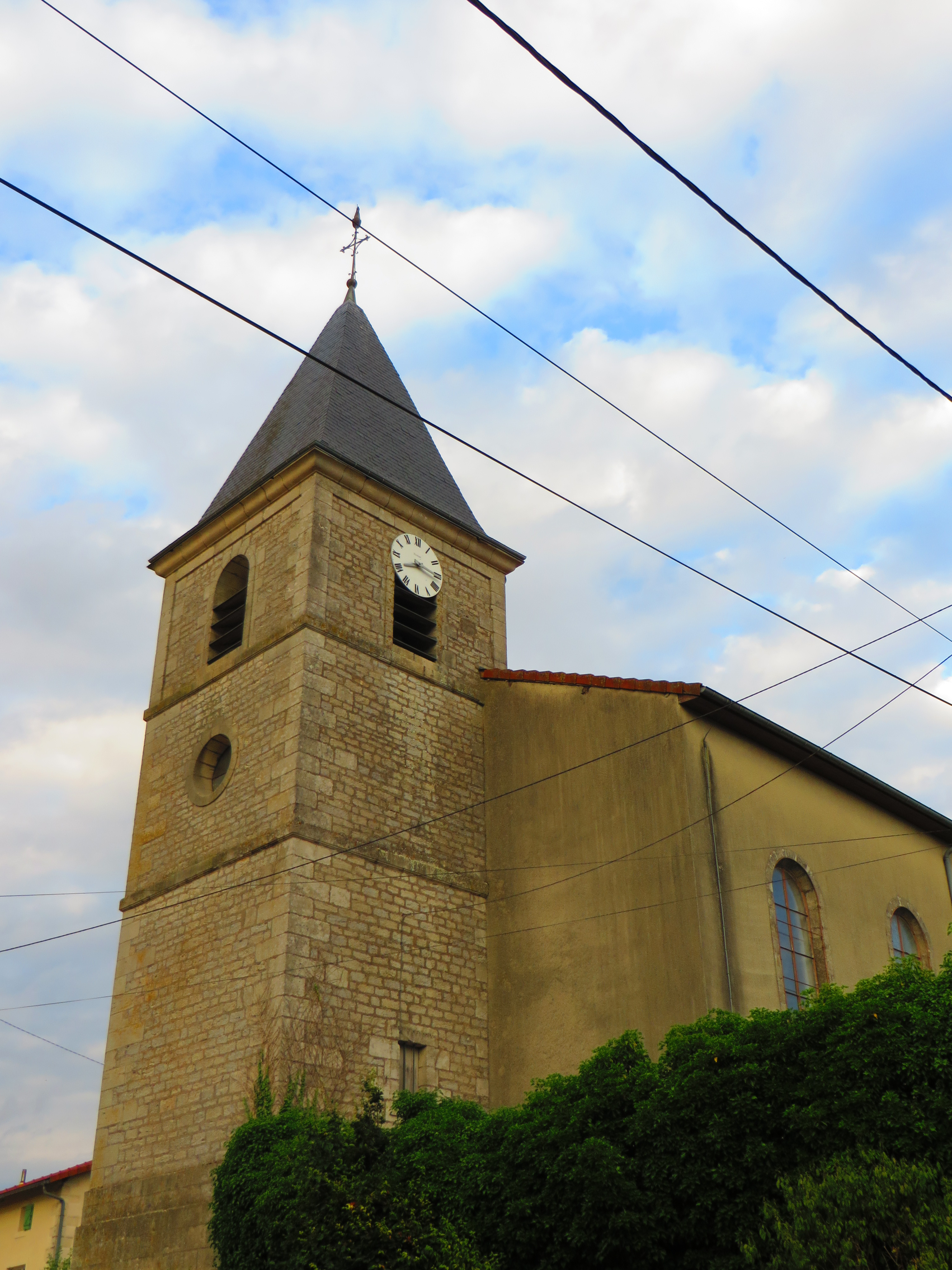
Kirche Saint-Basle
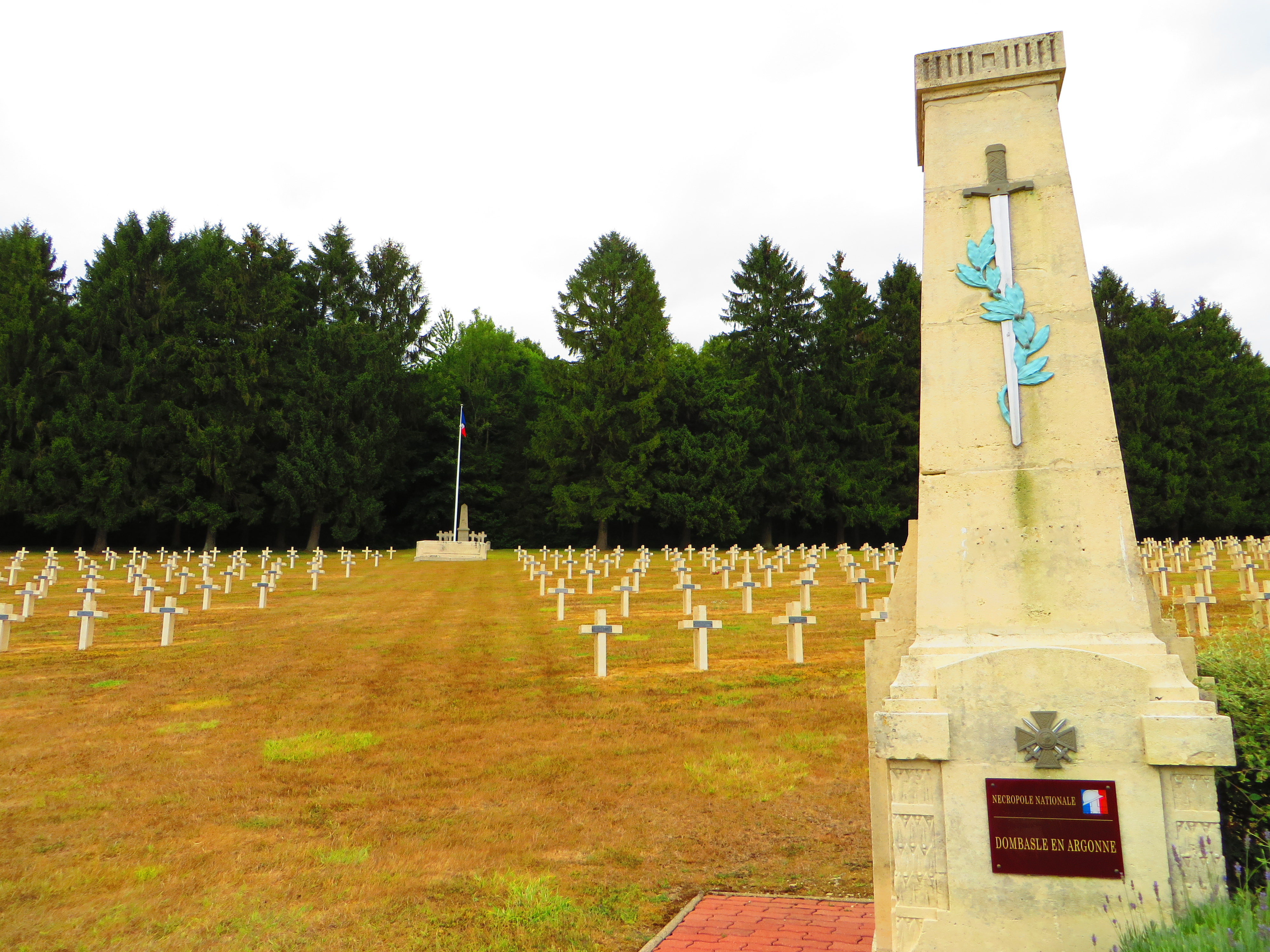
Französischer Soldatenfriedhof
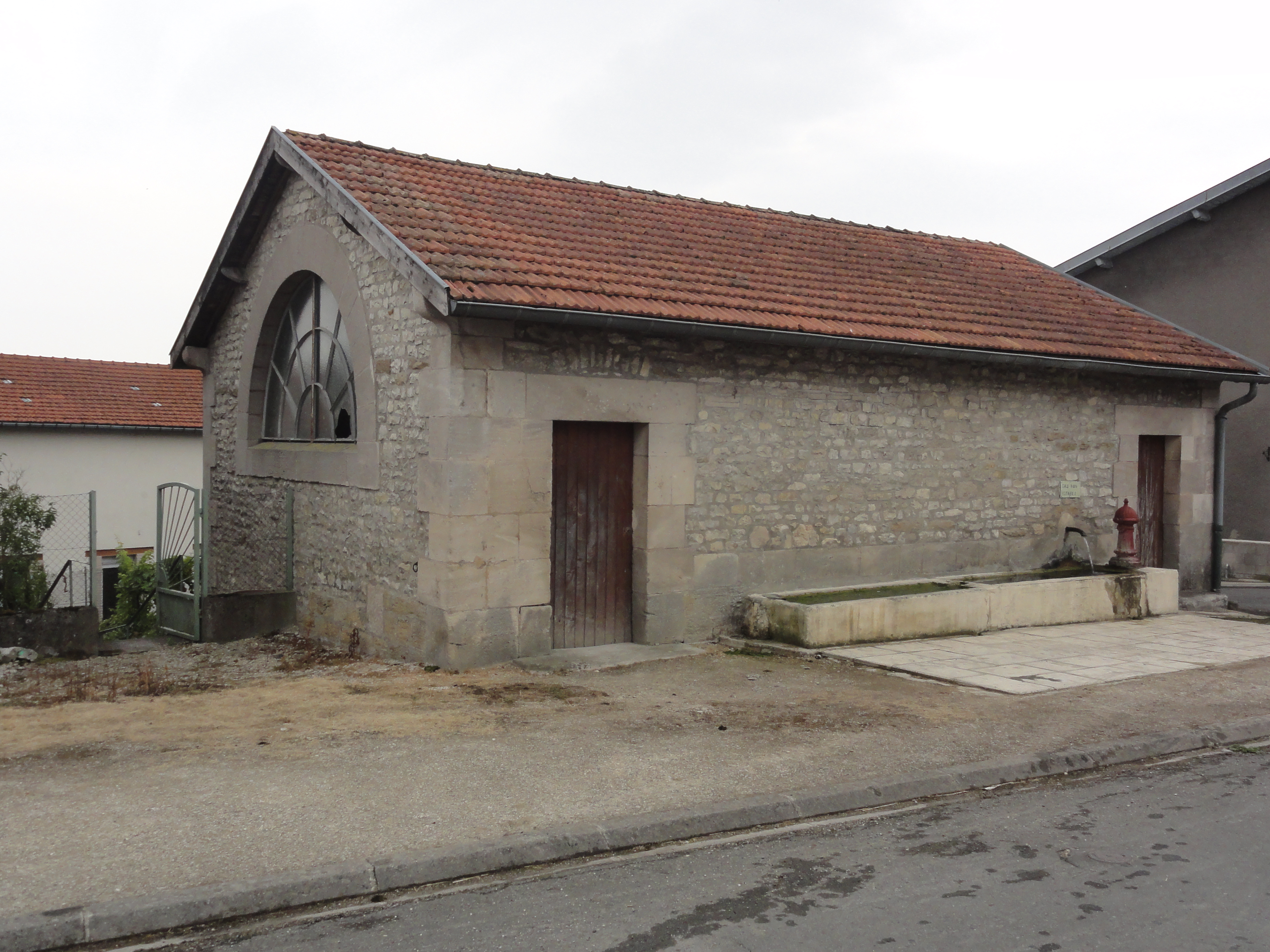
Lavoir